# 번트

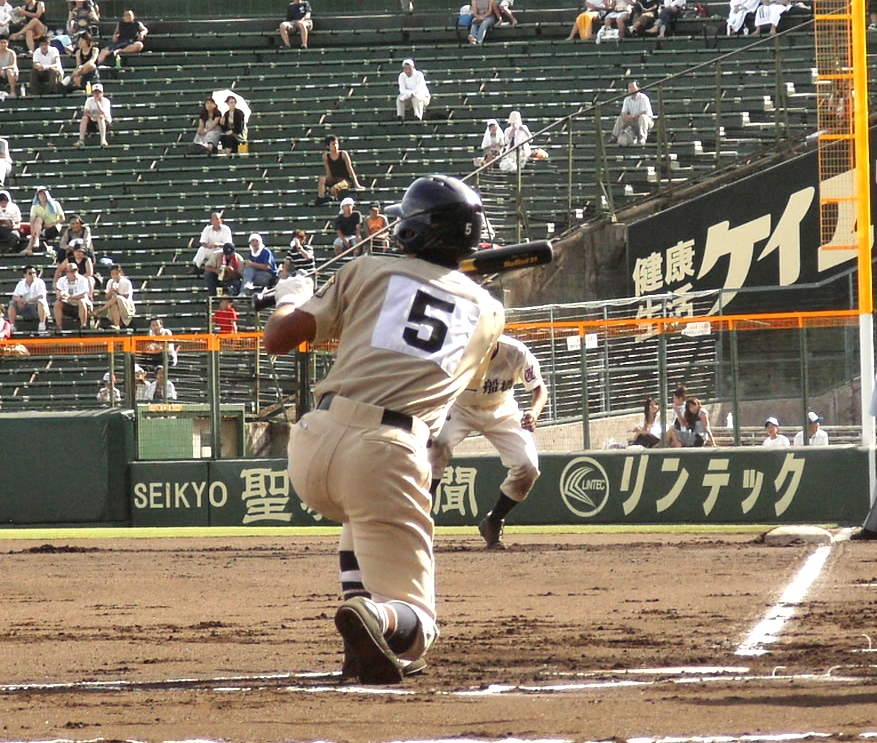
번트

번트(bunt)는 야구의 타격 기술 중 하나로 방망이를 스윙하지 않고 공에 살짝 갖다 대어, 내야에 천천히 구르도록 유도하는 것이다. 참고로, 소프트볼에서도 번트라는 용어를 쓴다.

## 기술
일반적인 번트의 주목적은 페어존(파울라인 안쪽)으로 가능하면 수비수들을 피해서 공을 구르게 해서 주자가 진루를 하게 돕는 것이다. 타자가 자세를 낮추고 한 손으로는 야구 방망이의 중간 부분을 잡고 투수쪽으로 몸을 향하는 번트 자세를 squaring up 이라고 한다. 이러한 번트 자세는 번트의 종류에 따라 투수가 투구를 시작하기 전에 미리 취하는 경우도 있고 릴리즈 시점에 번트 자세를 취하는 경우도 있다. 또 번트 자세에서 강공으로 전환하는 경우도 있는데 이를 페이크 번트 앤드 슬래시(fake bunt and slash)라고 부른다.

## 번트의 종류

### 희생 번트
'보내기 번트'라고도 한다. 노아웃이나 원아웃에서 1명 또는 그 이상의 주자가 베이스에 있을 때 그 주자를 다음 베이스로 진루시키기 위해 타자를 희생하며 번트를 댄 후 1루에서 아웃되는 것을 말한다. 희생번트는 타자에게 타수가 기록되지 않는다. 영어로는 새크리파이스 번트(Sacrifice bunt)라고 말하고 기록시에는 SH(Sacrifice hit)로 표현한다.
특히 3루 주자를 홈으로 불러들여 점수를 얻으려는 목적으로 하는 희생번트를 스퀴즈 플레이라고 한다.

### 기습 번트 (Bunting for a base hit)
기습 번트는 타자 스스로가 1루에 출루할 목적으로 번트를 하는 것으로 발이 빠른 타자가 상대편 내야수의 번트에 대한 적절한 조치가 없을 때 시도한다.  보통 1루를 향해 달리기 시작하면서 번트를 하는데 이런 번트를 드래그 번트(drag bunt)라고 한다. 기습 번트는 성공하면 안타로 기록된다. 주자가 있을 때 기습 번트를 시도 했는데 타자는 아웃이 되고 주자가 진루 했을 경우 기록원이 희생번트가 아니고 기습번트 라고 판단하면 타수가 기록된다.
간혹 기습번트를 세이프티 번트라고 하는데 이는 일본에서 safety와 bunt를 조합한 'セーフティー‐バント(세이푸티 반토)'를 그대로 가져와서 생긴 잘못된 표현이다.

일본어 위키 번트 항목에 자기들도 일본식 영어(和製英語)라고 비판하고 있다.
 세이프티 번트는 세이프티 스퀴즈 플레이를 의미하지 기습 번트와는 아무 상관이 없다. 오히려 스퀴즈는 희생 번트의 한 종류이다.

## 번트의 특별한 룰
투 스트라이크 이후의 번트가 파울 볼이 되면 타자는 자동으로 삼진 아웃이 된다. 이 규칙은 투 스트라이크가 되고 나서 번트를 이용해 투구수를 늘리는 것을 막기 위한 것이다. "쓰리 번트"는 일본어식 영어이며 "bunt with two strikes" 혹은 "bunt after two strikes" 가 정확한 용어이다.

## 번트에 대한 수비
번트 처리를 하기 위해서 하는 수비 대형 - 예를 들어 투수와 1루수, 3루수는 전진하고 2루수는 1루, 유격수는 2루를 커버하는데 이 것을 번트 시프트라고 말한다.

## 페이크 번트 앤 슬래시(fake bunt and slash)
번트 자세(squaring up)를 취한 다음 투구가 시작되면 일반적인 타격폼으로 바꾸어 타격하는 것을 페이크 번트 슬래시(fake bunt slash)라고 한다. 번트 시프트로 상대팀 내야수들은 상대적으로 전진 수비하게 되므로 안타가 될 확률이 높아진다.

## 같이 보기
- 타격
- 희생 플라이
- 야구